# Molnár László (pilóta)
Vitéz nemes Molnár László (Nagykőrös, 1921. május 4. – Káld, 1944. augusztus 7.) a Magyar Királyi Honvéd Légierő tisztje, 132 bevetésen 27 igazolt légi győzelmet aratott.

## Élete

### Gyerekkora
1921. május 7-én született Nagykőrösön. Apja dr. nemes Molnár Gyula ezredes, anyja pedig Langer Józsa, akinek első férje hősi halált halt az első világháborúban. Lászlónak három nővére volt, de az egyik édesanyja első házasságából született. Három éves korában családja Sopronba költözött, itt aztán elvégezte az elemi iskolát, majd a Széchényi István Reálgimnáziumban folytatta tanulmányait, ahol azonban csak két tanévet töltött, utána, hogy apját kövesse a katonai pályán, átiratkozott a Rákóczi Honvéd Reáliskolába. Itt töltött évei alatt remek tanulmányi eredményével és sportteljesítményével tűnt ki.

### További tanulmányai, kiképzése és frontra kerülése
1939-ben, a sikeres érettségi után Kassán tanult tovább, a Horthy Miklós Repülőakadémián, ahonnan a második világháború legjobb magyar vadászpilótái kerültek ki. Az iskola elvégzése után 1942. június 18-án avatták hadnaggyá, majd az I. vadászgyakorló-századhoz vezényelték, ahol megkapta harci kiképzését, ami Szolnokon, majd Tapolcán zajlott. Molnár ekkor még nem bizonyult tökéletes pilótának, darabossága, keménykezűsége miatt több géptörése is volt. Miután alakulata áprilisban áttelepült Kecskemétre, oktatópilóta lett, amire szintén megfelelő kiképzést kapott. Többszöri jelentkezése után végül az a döntés született, hogy kivezényeljék a frontra. 1943. július 23-án érkezett a hadműveleti területre, ahol átképezték a Bf-109 típusú vadászrepülőgépekre, és beosztották az 1/1-es vadászszázadhoz.

### A keleti fronton
Első harci bevetése augusztus 16-án volt, amikor első légi győzelmét is megszerezte, szabad vadászaton egy parancsnokát támadó La-5 vadászgépet sikerült lelőnie, majd zuhanással otthagyta a többi ellenséges vadászt. Második légi győzelmét szeptember 6-án szerezte meg, majd szeptember 24-én, huszadik bevetésén újabb kettőt: bombázók biztosítása közben harmadmagával 14 orosz vadásszal keveredtek harcba, akik közül egyet kilőtt. A közben megérkezett orosz erősítés és a fogytán lévő üzemanyag miatt a felhők fölé menekült, ahol pont előtte hat orosz vadász öt csatarepülőt kísért, akik közül kilőtt egyet, majd zuhanva otthagyta őket. október 5-én repülte huszonötödik bevetését, de harcba nem került. A következő napon négy bevetést is repült és kétszer is harcba avatkozott, de légi győzelmei számát nem tudta gyarapítani. Október 7-én elérte az ászi státuszt, egy orosz vadászrajt lepett meg, akik közül egyet kilőtt, majd otthagyta a többit. 
Október 14-én remek szemének köszönhetően 3000 méterrel alatta észrevett egy orosz rombolót, rázuhant és le is lőtte. A pilótája azonban ejtőernyővel kiugrott és földet is ért. Mivel német területen landolt, Molnár repülőgépével többször is rácsapott, mintha le akarta volna lőni, de csak azért, hogy a pilóta fedezékbe vonuljon, és ne tudjon elmenekülni az elfogására küldött német katonák elől.
November 2-án alacsony támadás közben gépét számos találat érte szárnyán, majd kabinjánál is, amiben Molnár több helyen is megsebesült. Sérült gépével még el tudott érni a német vonalakig, ahol kényszerleszállást hajtott végre. Sebesülése után hét napig kórházban ápolták, ami után bevonult századához, ekkor viszont elvesztette eszméletét. Emiatt hazaküldték Magyarországra, ahol két hétig lábadozott. Ezalatt századát hazavezényelték, de sok pilótát, akik keveset töltöttek a harctéren, köztük Lászlót, áthelyezték az 5/2. századba, ahol első tiszt lett.
Azonban az egyre rövidebb nappalok, és egyre rosszabb időjárás miatt csökkent a légi harcok intenzitása, és emiatt év végéig már csak egy légi győzelmet szerzett.
Január 5-én egyetlen bevetésen négy légi győzelmet szerzett. Szabad vadászaton ellenséges Il–2-ket vett észre, vadászkísérettel. Kísérőjével együtt megtámadta őket, az első rácsapáskor már kilőtt egy bombázót, majd egy másik mögé fordult amit többször is eltalált. Az ellenséges gép erre kigyulladt és lezuhant. Molnár szembe fordult a felé tartó orosz vadászokkal, majd mögéjük került, amitől szétrebbentek amit kihasznált egy harmadik bombázó lelövésére. Ezután észrevett két menekülő vadászt, és utánuk zuhant, majd kilőtte az egyiket. A megmaradó ellenséges repülő a felhők közé menekült. Kísérője is lelőtt két ellenséges gépet. Ilyen négyes légi győzelem semelyik más magyar pilótának nem sikerült.
Január 9-én repterüket egy orosz kötelék megtámadta, amiből kilőtt egy vadászt és egy bombázót. Valamikor ezután kapta első vadonatúj repülőgépét (ő repülte be), egy Bf 109 G-6-ot, amit az Erzsike névre keresztelt. Új repülőjével orosz vadászokkal szemben 15-én és 25-én is kettős légi győzelmet aratott, de ebből egyet nem tudott igazoltatni. Márciusban hazavezényelték Magyarországra. A keleti front legeredményesebb magyar pilótája volt, 110 bevetésen összesen 18 igazolt és 2 igazolatlan légi győzelmet aratott.

### A honi légvédelemben
Március 18-án ért haza Magyarországra és hazaérkezése után rövid ideig vadászoktatóként szolgált. Április 13-án a repteret támadó amerikai vadászrepülőgépek miatt három oktató, köztük Molnár is, felszállt az ott lévő Héjákkal, és össze is csaptak velük, de lelőniük egyet sem sikerült. Május 24-én Németországba küldték a kötelékvezetői tanfolyam elvégzésére.
Ezután az újonnan felállított Puma vadászosztályhoz vezényelték, a 101/3 vadászszázadba. A Pumák első bevetésére Június 14-én került sor, amiben Molnár rajparancsnokként vett részt. Egy amerikai bombázóköteléket támadtak meg. Molnár rajának öt ellenséges repülőt sikerült lelőnie. Ebből kettőt saját maga, azonban az egyik légi győzelmet nem tudta igazoltatni. Két nappal később osztálya ismét bevetésre indult, de ezen nem vett részt. Következő harci bevetése 26-án volt, amikor Győr fölött lekötöttek kb. 200, amerikai bombázókat biztosító vadászt, ami közben az erősebb fegyverzetű német repülők a bombázókat támadták. Ezen a bevetésen a nagy túlerő miatt Molnár nem aratott újabb légi győzelmet, de osztálya is csak négy vadászt lőtt le, három gép elvesztése mellett. Június 30-án újabb bevetésre indult, azonban egy légi győzelmet sem szerzett, mert egy négymotoros bombázót többen is támadtak és a lelövést a legkevesebb légi győzelemmel rendelkező (és legfiatalabb) Huszár András nevére iratták. 
Július 7-én, miután kísérőjével rossz látási viszonyok miatt elvesztették az osztály többi tagját, egy kb. 50-60 bombázóból álló köteléket vettek észre, és meg is támadták azt. Egy bombázó kilövése után azonban a második bombázó amit megtámadott többször is eltalálja Molnár gépét, ami irányíthatatlanná vált. Molnár kiugrott és biztonságban földet ért. (A bombázó a már elért találatok miatt később le is zuhant ez a magyar pilóta 21. igazolt légi győzelme.)
14-én és 16-án rajával ismét amerikai kísérő vadászokkal harcolt, de kilőni egyet sem tudott. Német területen, az Alpok fölött osztályát először 26-án vetették be, ismét amerikai kísérővadászok lekötésére, közülük egy P-38-at sikerült Molnárnak lelőnie. Az ezt követő napon, a 125. bevetésén négy német vadásszal szembetámadott egy kb. 40 B-24-ből álló köteléket, és egyet kilőtt közülük. Július 30-án szerezte utolsó két légi győzelmét, bombázók ellen. 

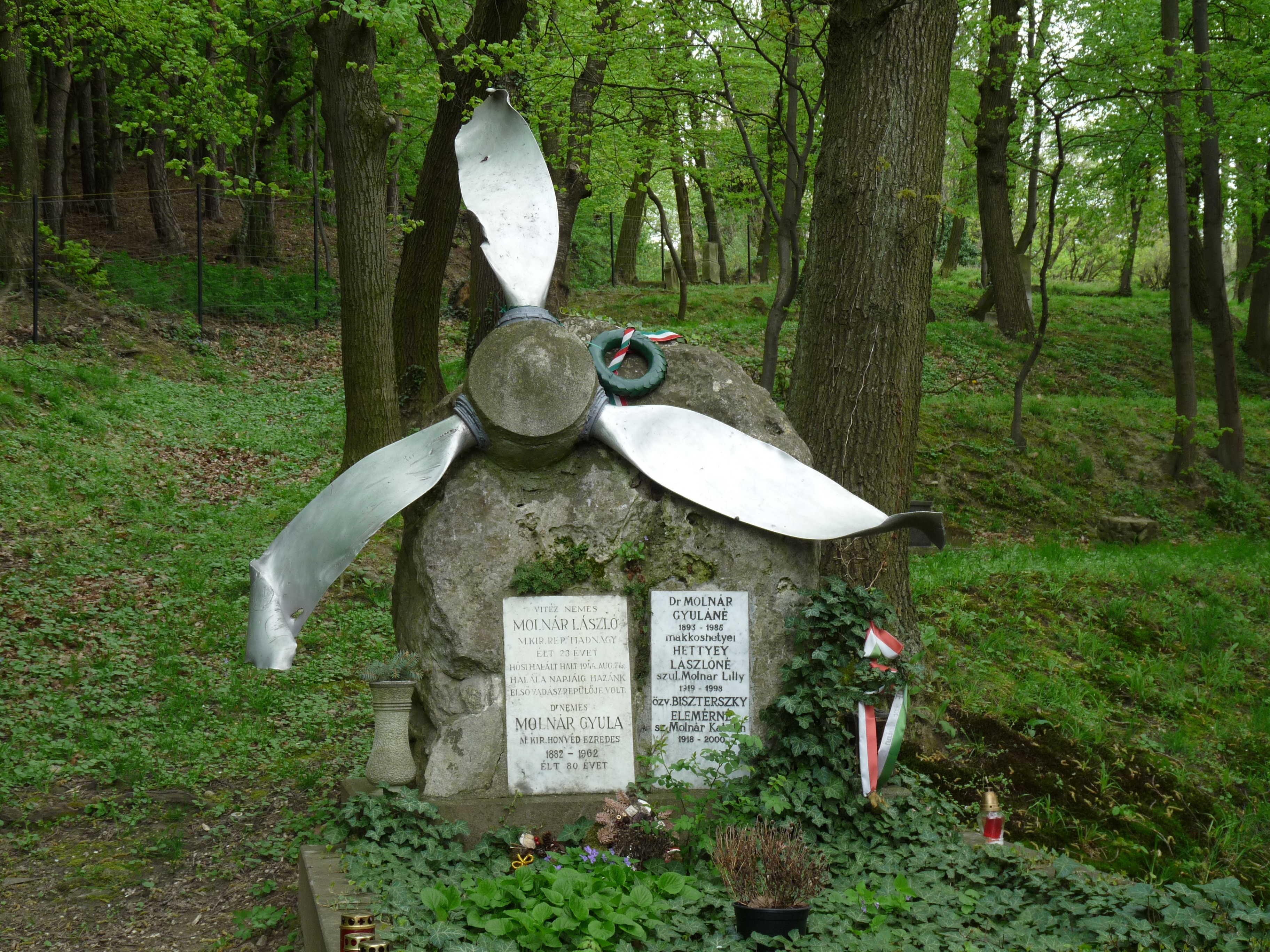
Sírja Sopronbánfalván

Augusztus 7-én halt hősi halált: nehézfegyverzetű német vadászok biztosítása közben felettük repülő amerikai vadászgépeket vettek észre. Molnár többször is engedélyt kért, hogy szembeforduljanak velük, de a parancsnokság mindig azt válaszolta, hogy csak német felderítők, nem kell aggódni tőlük. Német társaikat rádión nem tudták figyelmeztetni, de Molnár előrerepült a németek mellé, hogy megpróbálja felhívni figyelmüket a veszélyre, de közben megindultak az amerikai vadászok, és az elöl lévő Molnárt elsőként lőtték le. Több találat is érte szívét, jobb karja leszakadt, majd kirepült gépéből. Holtteste Káldon, a Farkas-erdőben egy vadkörtefán akadt fenn.

## Kitüntetései
- Magyar Tiszti Arany Vitézségi Érem
- Magyar Érdemrend lovagkeresztje hadiszalagon a kardokkal
- Tűzkereszt I. fokozata a kardokkal és koszorúval, egy sebesülési pánttal
- Német I. osztályú Vaskereszt
- Német II. osztályú Vaskereszt